# Soon-Tek Oh
Soon-Tek Oh (* 29. Juni 1932 in Mokpo, Japanisches Kaiserreich; † 4. April 2018 in Los Angeles, Kalifornien) war ein US-amerikanischer Schauspieler.

## Leben
Soon-Tek Oh besuchte die Schule in Gwangju und studierte an der Yonsei University in Seoul, bevor er 1959 in die USA einwanderte. Anschließend studierte er an der University of Southern California und an der UCLA, bevor er sein Schauspielstudium an der Neighborhood Playhouse beendete. Er spielte ab 1964 am Broadway im Stück Rashomon und debütierte 1965 in zwei kleineren Rollen in der Fernsehserie Tennisschläger und Kanonen. Obwohl er koreanischer Herkunft war, spielte er häufig japanische Figuren. Sein Schaffen umfasst mehr als 100 Film- und Fernsehproduktionen.
Einem größeren Publikum bekannt wurde er durch seine Rolle des Inspektor Hip an der Seite von Roger Moore in dem 1974 produzierten James-Bond-Film Der Mann mit dem goldenen Colt. Er starb im April 2018 nach langer Krankheit.

## Filmografie (Auswahl)

### Film
- 1967: … jagt Dr. Sheefer (The President’s Analyst)
- 1971: Heißes Gold aus Calador (One More Train to Rob)
- 1974: Der Mann mit dem goldenen Colt (The Man with the Golden Gun)
- 1978: Der schwarze Tiger (Good Guys Wear Black)
- 1980: Der letzte Countdown (The Final Countdown)
- 1982: Der verhängnisvolle Brief (The Letter)
- 1983: Operation Osaka (Girls of the White Orchid)
- 1985: Missing in Action 2 – Die Rückkehr (Missing in Action 2 – The Beginning)
- 1987: Das Weiße im Auge (Death Wish 4: The Crackdown)
- 1987: Hüter des Drachens (Bialy smok)
- 1987: Stahl Justiz (Steel Justice)
- 1988: Im Zeichen der roten Spinne (The Red Spider)
- 1991: Spiel gegen den Tod (Deadly Game)
- 1993: Wilde Kastanien (A Home of Our Own)
- 1994: 36 Tage Terror (S.F.W.)
- 1997: Beverly Hills Ninja – Die Kampfwurst (Beverly Hills Ninja)
- 1998: Mulan
- 2000: The President’s Man (Fernsehfilm)

### Serie
- 1965: Tennisschläger und Kanonen (I Spy, zwei Folgen)
- 1968–1979: Hawaii Fünf-Null (Hawaii Five-O, acht Folgen)
- 1973–1974: Kung Fu (drei Folgen)
- 1975–1982: M*A*S*H (fünf Folgen)
- 1982: Quincy (Folge 8.10: Blutrache)
- 1980–1981: Drei Engel für Charlie (Charlie’s Angels, vier Folgen)
- 1981: Jenseits von Eden (East Of Eden, Miniserie, drei von vier Folgen)
- 1981–1986: Magnum (Magnum, p.i., vier Folgen)
- 1983: Hart aber herzlich (Hart to Hart; Folge: Das Jahr des Hundes)
- 1985: Der Ninja-Meister (Folge 1.02 Heißer Tanz in San Francisco)
- 1985: Airwolf (Folgen 2.10 Geheimmission Laos, 2.13: Zahl oder stirb)
- 1985–86: T.J. Hooker (2 Folgen)
- 1987: Airwolf (4.14 Späte Rache)
- 1988: MacGyver (Folge 3.20)
- 1994: Time Trax – Zurück in die Zukunft (Folge 2.01: Der Clan der Yakuza)
- 1994: Babylon 5 (Folge 1.14)
- 1994–1995: Kung Fu – Im Zeichen des Drachen (Kung Fu: The Legend Continues, drei Folgen)
- 1997: Stargate – Kommando SG-1 (eine Folge)
- 1997–2001: Ein Hauch von Himmel (Touched By An Angel, zwei Folgen)
- 1998: Seven Days – Das Tor zur Zeit (Folge 1.10)